# Valea Argeșului
Cursul Argeșului străbate versantul sudic al munților Făgăraș, Subcarpații, Piemontul Getic și subunități ale Câmpiei Române. Acest spațiu geografic (format din interfluvii, terase și lunci) cuprinde patruzeci și opt de comune, patru orașe mici (Ștefănești, Bolintin-Vale, Mihăilești, Budești) și trei orașe cu importanță mai mare în teritoriu (Curtea de Argeș, Pitești și Oltenița). 
Din suprafața bazinului hidrografic al Argeșului, de 12.590 km², 8% sunt în zona de munte, 6% în Subcarpați, 22% în piemont și 64% în câmpie și fiecare areal are propriile caracteristici reflectate în mare măsură în toponimia minoră.

## Delimitarea fizico-geografică a Văii Argeșului
Râul Argeș își are originea pe versantul sudic al masivului Făgăraș. Cei doi afluenți care îl formează izvorăsc din lacurile Buda, situat sub vârful Arpașul Mic (2460 m) și Capra, aflat sub vârful Vânătoarea lui Buteanu (2506 m). Locul pe care era confluența celor două pâraie, Buda și Capra, numit Cumpăna, se află din 1965 sub apele lacului Vidraru. Râul se varsă în Dunăre lângă Oltenița, unde curba de nivel de 15 m conturează valea fluviului. Între izvoare și vărsare străbate pe 350 km principalele trepte de relief de la sud de Carpați în care și-a crea prin eroziune o vale distinctă (Fig. 1).
Fiecare unitate de relief imprimă văii propria personalitate, detașându-se astfel mai multe sectoare ce etalează caracteristici fizico-geografice diferite având în comun cursul râului.
În fiecare treaptă de relief, pe lângă albia râului s-a conturat o subunitate individualizată de următoarele caractere de peisaj: predominarea de roci reflectată în formele de relief, altitudinile predominante, existența sau lipsa contrastelor morfologice, etajarea bioclimatică, tipul rețelei hidrografice. După specificul teritorial, dar în strânsă concordanță cu caracterul și evoluția marilor unități de relief, se deosebesc următoarele unități teritoriale:

### Sectorul montan
Cursul superior al văii Argeșului este cuprins între creasta munților Făgăraș și Subcarpați. Originalitatea sectorului este exprimată în peisaj de relieful glaciar, tectonic și petrografic, de frecvența mare a vârfurilor de peste 2000 m care imprimă etajarea bioclimatică.

### Sectorul subcarpatic
De la ieșirea din chei până la limita sudică a depresiunii Curtea de Argeș râul străbate Mușcelele Argeșului, subdiviziune a SubCarpaților Meridionali. În acest sector adâncirea albiei s-a produs în strate monocline sau slab cutate detașând culmi prelungi, cu cădere continuă spre sud și cu altitudini de 500-1000 m. Culoarul, bine conturat în zona subcarpatică, a păstrat direcția de curgere fixată la început în Carpați, adâncindu-se epigenetic în formațiunile mio-pliocene și are caracter consecvent.

### Sectorul piemontan
La sud de mușcele, râul s-a adâncit în bolovănișuri și pietrișuri în partea nordică și în pietrișuri mărunte, nisipuri fine și lutoase în nord, depozite ce imprimă specificul morfologic al Piemontului Getic. Argeșul traversează unitatea de relief delimitând la est Piemontul Cotmenei și la vest Gruiurile Argeșului și Piemontul Cândești.

## Categorii geografice de toponime
Morfonimele sunt termeni care desemnează forme de relief majore și minore (din limba greacă, morphos - formă + onyma - nume). Numeroase morfonime provin din apelative care poartă un sens distinct pentru vorbitorii limbii române. Există un număr mare de cuvinte (apelative) care denumesc relieful după origine și caracteristici. Ca urmare, în toponimie s-a încercat crearea unor termeni specifici care să grupeze morfonimele după natura formelor denumite. Astfel, termenul oronim (oros - munte + onyma), nume de munte, a fost propus pentru a se referi la munți și dealuri, în general la forme de relief cutat.
Râul Argeș străbate unități de relief cu caracteristici diferite și o mare varietate a formelor de microrelief. Materialul toponimic colectat în anchetele de teren se poate grupa astfel:
a. Oronime formate cu apelative care exprimă înălțimi
Piscul definește: 1. un vârf care domină un deal, un munte sau o culme și 2. un promontoriu de câmp ascuțit format prin întretăierea a două concavități de meandru ce domină lunca unui râu. Cele două sensuri sunt bine ilustrate toponimic, cu precădere în jumătatea nordică a văii: Piscul Negru și Piscul Roșu în zona montană, Piscul Ascuțit în Mușcele. O altă serie de toponime prezintă apelativul pisc ca al doilea termen: Capul Piscului (Vrănești), Dealul Piscului (Zorile) în Câmpia Găvanu-Burdea sau cuprins în sintagme - În coasta Piscului (Recea) în Câmpia Piteștiului.

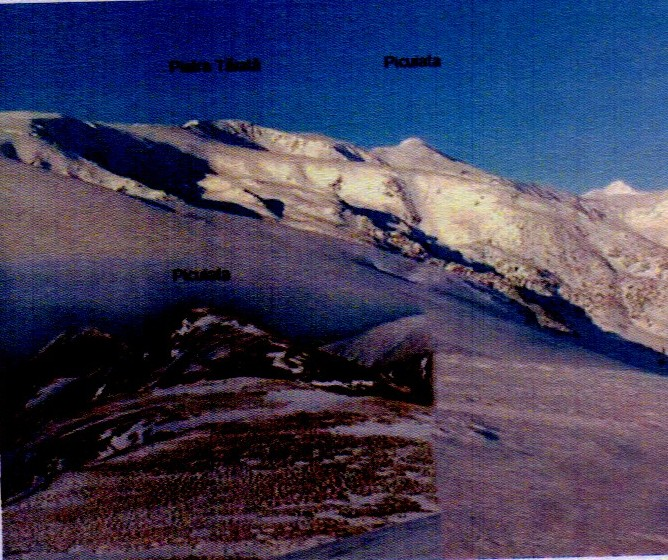
Picuiata și Piatra Tăiată (munții Făgăraș)

Picui este un alt apelativ pentru înălțimi ascuțite fiind mai răspândit în Transilvania și în regiuni cu populație de origine transilvăneană. În bazinul superior al Argeșului a format cu sufixul - ata oronimul Picuiata atribuit prin comparație cu Piatra Tăiată de pe aceeași culme.
b. Omonime care exprimă morfologia și morfometria dealurilor
Termenu generic dealul a contribuit inițial la formarea unui număr relativ redus de oronime. O mare parte din cele înscrise pe hărți sau prezente în literatura geografică sunt generalizării târzii ale unor numiri de tipul Ferigarul, În Rogojină, La Gorun care se refereau la suprafețe restrânse și au devenit dealul Ferigarul, dealul Rogojina, Dealul Gorunului.
Cele mai numeroase oronime numesc una din părțile distincte ale unui deal-culme, versanți, poale, organisme torențiale, râpe de desprindere, abrupturi structurale. Suprafețele netede de la partea superioară a dealurilor sunt domeniul plaiurilor. 
Plaiul are largă răspândire în toponimia unităților de relief de la sud de Făgăraș, unde culmile prelungi au fost străbătute de drumuri care se îndreptau spre munți și spre târgurile de la poalele acestora.  

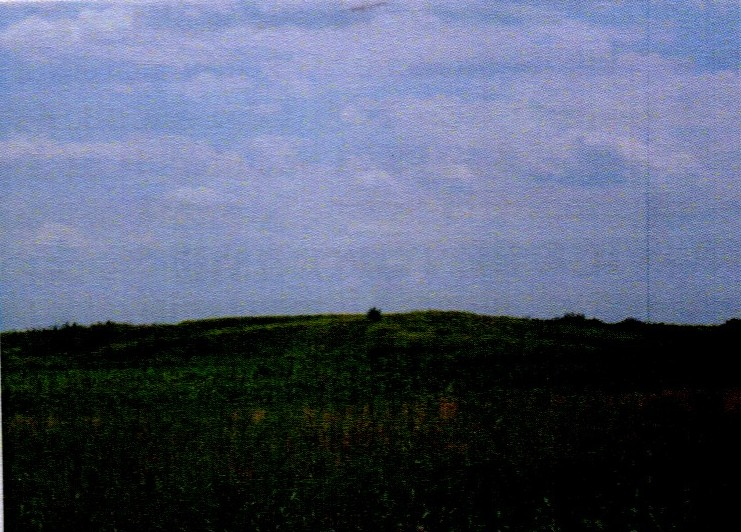
Dealul Piscului (Zorile), Câmpia Boianului

Coasta apare în oronimie din apropierea obârșiei râului Argeș - Coastele Mari, Coastele Mici (sau Costițe), în zona subcarpatică - Coasta Drăcii în Tulburea, Coasta Morii și Coasta Înaltă în Oiești, etc.
„Priboiul este o coastă care coboară direct în apa unui râu fără a lăsa loc pentru o potecă.
Malul, cuvânt vechi cu largă răspândire, se întâlnește în oronimia văii Argeșului cu sensul de margine a unui curs de apă, de versant, de râpă sau de deal.
Chiciora, apelativ și oronim, a suscitat interesul multor lingviști și toponimiști care au pus în evidență originea, variantele foneetice ale termenului, răspândirea și sensul cu care a circulat. Toponimul Chiciora denumește dealuri piramidale cu aspect semeț și acoperire forestieră. În spațiul observat Chiciora (1218 m), cel mai înalt vârf subcarpatic, se află pe interfluviul Argeș-Vâlsan, toponimul fiind prezent și în treapta joasă a mușcelelor, în Valea Danului (Chiciora).
Măgura, termen autohton, numește înălțimi ascuțite înconjurate de relief mai jos, în general bine desenate în peisaj. Măguri sunt și înălțimile ridicate de populațiile vechi din zonele de câmpie. Măgurile au aspect și înălțimi diferite în funcție de treapta de relief în care se află: au formă piramidală cum este Măgura din Valea lui Enache, martor de eroziune pe lunca Argeșului ori spre sud Măgura Popii din Bascova, Măguricea din zona Trivale (Pitești) sau sunt o simplă înălțare a terasei deasupra nivelului general ca Măgura din satul Gruiu.
Toponimia Argeșului exprimă un ansamblu complex de situații tipografice, socio-economice și istorice. Distribuția spațială a numelor de locuri reconstituie secvențe de viață din ultimele sute de ani.
Râul Argeș, ca element de favorabilitate a mediului geografic, a ținut aproape satele înlesnind transportul lemnului, măcinând recoltele, schițând drumuri în lungul malurilor sale și inundând și distrugând așezări, fără a produce depopulare, doar o migrare a vetrelor. De la izvoare la vărsarea în Dunăre parcurge geosisteme cu structuri diferite și interacționează cu fiecare integrându-le într-un întreg. Această entitate sistemică care este recunoscută ca Valea Argeșului își evocă trecutul în microtoponime care alcătuiesc mesaje și narațiuni.